# Jerusalem (opera teatrale)
Jerusalem è un'opera teatrale del drammaturgo britannico Jez Butterworth, andata in scena per la prima volta al Royal Court Theatre di Londra nel 2009. La pièce è andata in scena con grande successo nel West End londinese e a Broadway, oltre ad essere stata successivamente riallestita anche in Canada, Spagna e nel resto del Regno Unito. Nel 2019, in occasione del decimo anniversario del dramma, The Telegraph ha definito Jerusalem la migliore opera teatrale britannica del XXI secolo.

## Trama

### Atto I
La quindicenne Phaedra Cox entra in scena vestita da fata e canta l'inno Jerusalem, ma la sua voce viene presto soffocata dalla rumorosissima festa organizzata intorno al caravan di Johnny "Rooster" Byron. La mattina successiva due funzionari del distretto immaginario di Kennet and Avon arrivano con un avviso di sfratto per Byron: gli abitanti della zona si sono lamentati della sua presenza molesta nella foresta e hanno inoltrato una petizione per allontanarlo. Allontanati i funzionari, Byron decide di bere altra vodka come se fosse un toccasana contro i postumi della bevuta della notte prima. Il suo amico Ginger passa in zona e si offende quando scopre che Byron ha dato una festa senza invitarlo. Mentre la cittadina si prepara per i festeggiamenti e la fiera del May Day, il Professore, un pazzo senza cognizione del tempo, si aggira per la foresta credendo che sia il 1987. La conversazione mattutina tra Byron e Ginger è interrotta da Lee, che si è appena alzato dopo aver trascorso la notte sul divano di Byron. La festa che si era tenuta per lui la notte prima era infatti un party d'addio, dato che il giovane partirà per l'Australia un paio di giorni dopo.
Anche le giovani Pea e Tanya hanno dormito sul posto, sotto il caravan di Byron, e dopo essersi svegliate chiedono al padrone di casa se hanno visto Phaedra Cox, la quindicenna scomparsa da un paio di giorni. Phaedra era stata incoronata reginetta di maggio l'anno precedente e la sua presenza è fondamentale per le celebrazioni imminente. Mentre Byron rientra nel caravan, Ginger racconta alle ragazze la storia dell'uomo: un tempo era uno stuntman che saltava con la moto da un camion all'altro, ma nel 1981 ebbe un grave incidente in seguito al quale fu dichiarato morto, per poi risvegliarsi miracolosamente e andare a scolarsi una birra. Wesley, il proprietario del bar The Cooper's, viene in cerca di Byron per avvertirlo che in seguito al suo comportamento molesto nelle ultime settimane verrà cacciato dalla zona e dei poliziotti in tenuta antisommossa si presenteranno la mattina dopo per assicurarsi che l'ordine di sfratto venga rispettato.

### Atto II
Amici e compagni di Byron hanno barricato la roulotte e l'hanno preparata per la battaglia imminente, anche se il diretto interessato è poco presente. Byron racconta di come sua madre fosse vergine quando lo aveva dato alla luce, dato che era stata messa incinta da un proiettile vagante contenente dello sperma. Byron racconta anche di quando incontrò il gigante che aveva costruito Stonehenge. La moglie di Byron, Dawn, interrompe il racconto dell'uomo quando entra in scena con il figlioletto di sei anni, Marky. La donna rimprova Byron per lo sfratto e lo accusa di spassarsela con minorenni invece di preoccuparsi della sua famiglia. Gli ricorda inoltre che aveva promesso a Marky di portarlo alla fiera di Flintock, anche se ormai tutta la città gli si è rivoltata contro.
Byron, Ginger, Lee, Tanya, Davey, Pea e il professore si mettono a giocare a trivial pursuit e Byron stupisce tutti con la sua conoscenza di ogni risposta con eccezione - ironicamente - di William Blake. Mentre il professore assume accidentalmente droga, Troy Whitworth arriva nello spiazzo del caravan di Byron. L'uomo è il patrigno di Phaedra Cox e chiede a Byron dove si trovi la figliastra. Byron, indifferente alle minacce di violenza, insinua che Troy abusi sessualmente di Phaedra, al che Troy risponde raccontando della sera in cui lui e i suoi amici - inclusi molti dei presenti - avevano trovato Byron svenuto per il troppo alcol e ognuno di loro aveva orinato su di lui. Imbarazzati, Ginger, Lee, Tanya, Pea e Davey se ne vanno e, mentre il professore racconta la storia di San Giorgio e il drago, Phaedra esca dalla roulotte di Byron.

### Atto III
David, Ginger e Lee tornano ubriachi e drogati dalla fiera del villaggio in cerca di Byron, che però sembra non essere a casa. Lee ha portato a Byron un pesce rosso come regalo d'addio e lo lascia nel caraven per l'amico. Dopo che tutti se ne sono andati, Wesley arranca in scena ubriaco e in lacrime, piangendo i suoi problemi coniugali con la moglie Sue. Byron conforta il vecchio amico e i due cominciano a ricordare le feste di May Day negli anni 60 e 70, quando andavano invariabilmente a letto con tutte le reginette elette. I funzionari di Kennet and Avon tornano per informare Byron che gli sono rimaste solo due ore prima dello sfratto. Byron riconosce una delle due, Linda, una donne di cui conosce le relazioni extraconiugali con un collega. Linda gli legge alcuni dei trecento nomi dei firmatari per la sua cacciata, ma Byron rifiuta di andarsene: sostiene che il bosco si chiami Rooster's Wood e appartenga quindi alla sua famiglia da generazioni.
Phaedra fugge improvvisamente dal caravan e il patrigno Troy irrompe nella radura con un gruppo di uomini che pestano selvaggiamente Byron e gli marchiano a fuoco le guance. Ginger prova a soccorrere il ferito, ma l'uomo lo scaccia, preferendo restare da solo come è sempre stato. Il figlioletto Marky viene a trovarlo e Byrono lo informa che loro due hanno un rarissimo sangue di origini Rom e che l'ospedale gli paga seicento sterline ogni sei settimane per donare un po' del suo sangue: non sono tantissime, ma abbastanza per sostenerlo economicamente. Dopo aver mandato via il bambino, Byron cosparge di benzina il caravan. Dopo aver maledetto i cittadini di Kennet and Avon, Byron comincia a suonare la sua batteria invocando i suoi antenati e i giganti.